# Декабрь 2012 года

Список событий декабря 2012 года.

## События
- 1 декабря
  - В Кувейте прошли досрочные парламентские выборы[1]
  - Энрике Пенья Ньето вступил в должность президента Мексики. Новый кабинет министров принял присягу[2]. Процедура инаугурации прошла на фоне многотысячных акций протеста[3]
  - Россия возглавила G20[4].
  - Прошёл детский конкурс Евровидение в Амстердаме[5]. Победила 10-летняя украинская певица Анастасия Петрик с песней «Небо»[6].
  - Чемпионат мира по шахматам среди женщин 2012 года в Ханты-Мансийске завершился победой украинки Анны Ушениной, она нанесла поражение болгарке Антоанете Стефановой на тай-брейке финального матча[7].

- 2 декабря
  - В Словении прошёл второй тур президентских выборов. Убедительную победу одержал экс-премьер-министр Борут Пахор[8].
  - В Буркина-Фасо прошли парламентские выборы[9].
  - Награду Центра исполнительских искусств имени Кеннеди получили актёр Дастин Хоффман, телеведущий Дэвид Леттерман, блюзмен Бадди Гай, три члена британской рок-группы Led Zeppelin и балерина Наталья Макарова[10].

- 3 декабря
  - Президент Украины Виктор Янукович принял отставку премьер-министра Украины Николая Азарова и его кабинета министров[11].
  - Столовая гора в Кейптауне стала одним из семи новых чудес природы[12].
  - В Дубае началась закрытая конференция Международного союза электросвязи, Россия не стала озвучивать инициативы по государственному регулированию Интернета, попавшие в публичный доступ благодаря WcitLeak.org[13].

- 4 декабря
  - На остров Минданао на юге Филиппин обрушился тайфун «Пабло». 1020 человек погибли, 844 пропали без вести[14].
  - Парламент Черногории утвердил новый состав правительства во главе с Мило Джукановичем[15].
  - Все страны Содружества, имеющие во главе британского монарха, согласились принять закон, изменяющий порядок престолонаследования — мужчины-наследники теряют свой приоритет над женщиной[16].
  - В Сербии стартовал чемпионат Европы по гандболу среди женщин[17].
  - Литературную премию «Русский Букер» 2012 года за лучший роман на русском языке получил Андрей Дмитриев за роман «Крестьянин и тинейджер»[18].
  - В Белфасте (Северная Ирландия) начались многодневные волнения, вызванные решением городского совета снять со здания британский флаг[19].

- 5 декабря
  - Еврокомиссия оштрафовала компании Philips, LG Electronics, Samsung SDI, Panasonic, Toshiba и Technicolor в совокупности на 1,47 миллиарда евро за картельный сговор на продажу передающих телевизионных трубок[20].
  - Начался очередной этап переговоров между правительством Колумбии и леворадикальной повстанческой группировкой «Революционные вооружённые силы Колумбии» во Дворце конгрессов в Гаване[21].
  - Президентом Швейцарии на 2013 год избран Ули Маурер[22].
- 6 декабря
  - Вооружённые силы Египта выставили перед президентским дворцом танки и бронетранспортеры после столкновений между сторонниками и противниками президента Мохаммеда Мурси, из-за которых погибло 5 человек[23].
  - Сенат США утвердил «Закон о нормализации торговых отношений с Россией и Молдовой», составной частью которого является «закон Магнитского»; этим же решением отменено действие поправки Джексона-Вэника в отношении России[24].
- 7 декабря
  - В Гане прошли президентские выборы. Победу одержал действующий президент Джон Махама, набравший 50,7 % голосов[25][26].
  - В России началось строительства газопровода «Южный поток»[27].
- 8 декабря
  - Появились сообщения о поставках Россией в Сирию ракетного комплекса «Искандер-Э» в качестве ответной меры на размещение в Турции противоракет НАТО[28].
  - Бывший премьер-министр Италии, лидер партии «Народ свободы» Сильвио Берлускони объявил о намерении участвовать в предстоящих в 2013 году парламентских выборах[29].
  - На конференции ООН по вопросам изменения климата действие Киотского протокола было продлено до 2020 года[30].
- 9 декабря
  - В Румынии прошли парламентские выборы. Правящая левоцентристская коалиция под руководством премьер-министра Виктора Понты получила более половины голосов[31].
  - Президент Венесуэлы Уго Чавес направился на Кубу, чтобы пройти операцию в связи с рецидивом онкологического заболевания, в качестве преемника Чавес оставил вице-президента Николаса Мадуро[32].
- 10 декабря
  - Губернатор штата Колорадо подписал закон о легализации марихуаны[33].
  - Президент Сан-Томе и Принсипи Мануэл Пинту да Кошта назначил Габриэла Арканжу да Кошту новым премьер-министром страны. Он сменил Патриса Тровоаду, правительству которого парламент вынес вотум недоверия[34].
- 11 декабря
  - Подал в отставку исполняющий обязанности премьер-министра Мали Модибо Диарра, задержанный военными накануне при попытке покинуть страну[35]. Новым премьер-министром назначен Дианго Сиссоко[36].
  - Сирийские повстанцы захватили военную базу правительственных сил в северо-западной провинции Идлиб у города Даркуш[37].
  - Лауреатами физической премии Мильнера стали Стивен Хокинг и учёные ЦЕРНа[38].
  - В Москве скончалась оперная певица Галина Вишневская[39].
  - Президент США Барак Обама признал Национальную коалицию оппозиционных и революционных сил Сирии единственным легитимным представителем сирийского народа[40].
- 12 декабря
  - Северная Корея запустила с помощью собственной ракеты-носителя «Ынха-3» спутник «Кванмёнсон-3», вступив в тем самым в клуб космических держав[41]. Совет Безопасности ООН осудил запуск ракеты и продолжит консультации[42].
  - В Стамбуле начался 11-й чемпионат мира по плаванию в короткой воде под эгидой FINA[43].
  - Международный трибунал по бывшей Югославии приговорил отставного генерала армии Республики Сербской Здравко Толимира к пожизненному заключению[44].
  - Певица Леди Гага впервые выступила в Москве со своим туром The Born This Way Ball Tour.
- 13 декабря
  - Владимир Рыбак избран спикером Верховной рады Украины[45].
  - МИД РФ разработало план эвакуации российских граждан из Сирии[46].
  - Министры финансов стран еврозоны одобрили выделение Греции очередного транша помощи в размере 34 миллиардов евро[47].
  - Великобритания — крупнейший потребитель газа в Европе — возобновила добычу сланцевого газа[48].
  - Китайские учёные подтвердили, что зонду Чанъэ-2 удалось получить серию снимков астероида Таутатис с минимального расстояния[49].
- 14 декабря
  - В результате стрельбы в школе Сэнди-Хук в штате Коннектикут погибло 27 человек, 20 из которых — дети[50].
  - Мосгорсуд приговорил к 11 годам колонии строгого режима бывшего сотрудника столичного ГУВД Дмитрия Павлюченкова, признав его виновным по делу об убийстве обозревателя «Новой газеты» Анны Политковской[51].
  - Министр иностранных дел и вице-премьер Израиля Авигдор Либерман подал в отставку с обоих постов в связи с обвинением в злоупотреблении доверием[52].
  - В результате столкновений сторонников и противников главы Египта Мухаммеда Мурси в Александрии пострадали десятки человек[53].
  - Президент США Барак Обама подписал «закон Магнитского» в увязке с отменой поправки Джексона-Вэника[54].

- 15 декабря
  - Сплошная перепись населения и жилого фонда началась в Туркменистане[55].
  - В Египте начался референдум по новой конституции[56].
  - Франция полностью вывела войска из Афганистана[57].
  - В Москве, Санкт-Петербурге, Екатеринбурге, Челябинске, Перми, Омске, Волгограде, Курске, Самаре, Калининграде и других городах России прошла антипутинская акция «Марш свободы». В Москве власти не согласовали акцию, но тысячи людей вышли на Лубянскую площадь, было задержано около 60 человек. Алексея Навального, Илью Яшина отпустили из полиции без составления протокола и предъявления обвинения. Согласованная ранее заявка на проведение митинга на площади Революции была отозвана столичными властями[58][59][60][61].
- 16 декабря
  - В Японии прошли досрочные парламентские выборы. Победу одержала Либерально-демократическая партия[62].
  - Талибы совершили нападение на аэропорт в городе Пешаваре на северо-западе Пакистана[63].
  - Седьмой розыгрыш Кубка Первого канала завершился победой сборной России[64].
  - Бразильская команда «Коринтианс» выиграла клубный чемпионат мира по футболу, одержав победу над лондонским «Челси»[65].
- 17 декабря
  - Воронеж обрёл статус города с миллионным населением[66].
  - В Китае по государственному каналу CCTV-6 в прайм-тайм показали фильм «V — значит вендетта», что было расценено аналитиками как признак либерализации внутренней политики Китая[67].
  - Два зонда НАСА совершили запланированное столкновение с Луной[68].
- 18 декабря
  - Министр образования РФ Дмитрий Ливанов выступил против предложения депутатов Госдумы ввести запрет на усыновление детей из России гражданами США[69].
  - В рамках празднования Бриллиантового юбилея своего правления королева Великобритании Елизавета II впервые в жизни посетила заседание кабинета министров[70].
- 19 декабря
  - В Южной Корее прошли президентские выборы[71]. Кандидат от правящей консервативной партии «Сэнури» Пак Кын Хе победила на выборах, став первой женщиной — президентом страны[72].
  - У здания Государственной Думы прошли два пикета — в знак протеста против принятия поправки в «закон Димы Яковлева», запрещающей усыновление российских детей американцами, а также против принятия закона о запрете пропаганды гомосексуализма среди несовершеннолетних, задержаны около 30 человек[73].
  - С космодрома Байконур запущена к МКС ракета-носитель «Союз-ФГ» с космическим кораблём «Союз ТМА-07М»[74].
  - Человеком года по версии журнала Time назван Барак Обама, президент США[75].
  - Швейцарский банк UBS был оштрафован на сумму более миллиарда евро финансовыми регуляторами в США, Великобритании и Швейцарии за махинации с ключевой межбанковской ставкой кредитования LIBOR[76].
  - В Москве состоялся саммит Организации Договора о коллективной безопасности, на котором было приостановлено членство Узбекистана в организации, после того как власти Узбекистана официально приняли решение придерживаться нейтралитета в международных делах[77].
- 20 декабря
  - В Индии успешно прошли испытания баллистической ракеты «Притхви-2»[78].
  - Алексею Навальному предъявили обвинение в мошенничестве[79].
  - Министерство обороны Израиля утвердило программу строительства более 500 домов на юге Западного берега, которые заложат основу нового города Геваот[80].
  - Титул «Мисс Вселенная 2012» выиграла американка Оливия Калпо[81].
- 21 декабря
  - Совет Безопасности ООН санкционировал развёртывание в Мали миротворческого контингента (АФИСМА) для освобождения севера страны от исламских экстремистов[82].
  - Оператор американской электронной биржи Intercontinental Exchange (ICE) подписал юридически обязывающее соглашение о покупке владельца Нью-Йоркской фондовой биржи NYSE Euronext за 8,2 млрд долл[83].
  - Премию за лучший фильм Гильдии киноведов и кинокритиков России получил Александр Сокуров за ленту «Фауст»[84].
  - Впервые в истории Интернета количество просмотров одного видеоклипа превысило 1 миллиард раз. Этим видео стал клип на YouTube Южно-Корейского исполнителя PSY «Gangnam Style»[85].
  - «Закон Димы Яковлева» в третьем чтении был принят депутатами Государственной Думы Российской Федерации.[86].
  - В Кении жертвами межплеменных столкновений стали 79 человек[87].
  - Премьер-министр Италии Марио Монти подал в отставку[88].
  - Начало нового цикла в календаре майя. Очередное ожидание конца света — глобального катаклизма или фундаментальной трансформации мира[89].
- 22 декабря
  - Вице-президент Египта Махмуд Мекки подал в отставку[90].
  - Президент Италии распустил национальный парламент[91].
  - Второй этап референдума по новой конституции страны прошел в Египте[92].
  - Правительство Российской Федерации досрочно прекратило существование особой экономической зоны «Куршская коса»[93].
  - Совет по правам человека при Президенте Российской Федерации высказал предположение, что «Закон Димы Яковлева» является неконституционным[94].
  - Федеральный суд США утвердил мировое соглашение BP за аварию в Мексиканском заливе[95].
  - На полигоне Капустин Яр состоялась передача ракетной системы С-400 «Триумф» одному из соединений ПВО — Южному военному округу[96].
  - Лидер конголезской вооружённой группировки «Фронт националистов и интеграционистов» Мэтью Нгуджоло Чуи оправдан Международным уголовным судом[97].
  - На примере гербертсмитита экспериментально подтверждено существование спиновой жидкости[98].
  - После реконструкции вновь запущена Баксанская ГЭС (Кабардино-Балкария, Россия)[99].
  - Венгрия приняла поправку в конституцию, запрещающую продажу земли иностранным гражданам[100].
- 23 декабря
  - Предварительные результаты прошедшего в Египте второго тура референдума показали, что проект новой Конституции поддержали 64 % населения[101].
- 24 декабря
  - В КНДР учреждена международная премия имени Ким Чен Ира[102].
  - На Украине утверждён новый состав кабинета министров. Новым министром иностранных дел назначен Леонид Кожара[103].
  - В Москве открылась 187-я станция московского метрополитена «Алма-Атинская» Замоскворецкой линии[104].
  - Некоторые арабские СМИ, а также сирийские оппозиционеры объявили о первом применении химического оружия сирийской правительственной армией[105].
  - Специальным распоряжением глава правительства Дмитрий Медведев назначил Михаила Евраева заместителем министра связи и массовых коммуникаций РФ[106].
- 25 декабря
  - От участия в «Евровидении» отказались Босния и Герцеговина, Португалия, Турция и Словакия[107].
  - В Южно-Казахстанской области близ Шымкента разбился самолёт Ан-72, принадлежащий пограничной службе комитета национальной безопасности Казахстана. Все 27 человек на борту погибли[108].
  - На аэродроме Александрия в Кировоградской области (Украина) разбился вертолёт Ми-8 внутренних войск МВД Украины, пятеро человек погибли[109].
  - В Сочи стартовал чемпионат России по фигурному катанию[110].
- 26 декабря
  - Синдзо Абэ утверждён в должности премьер-министра Японии и сформировал правительство[111][112].
  - Совет Федерации одобрил подготовленный Минобрнауки закон «Об образовании в РФ»[113].
  - Начальник военной полиции Сирии сбежал к повстанцам[114].
  - Президент Египта Мухаммед Мурси подписал новую конституцию[115].
  - В Уфе стартовал чемпионат мира по хоккею с шайбой среди молодёжных команд[116].
  - Более 13 тыс. человек пострадали от наводнение на юге Таиланда[117].
  - Фильм «Невинность мусульман» официально запретили в России[118].
  - В Китае открыт очередной этап высокоскоростной железной дороги Пекин — Гонконг, теперь это самая длинная в мире высокоскоростная железная дорога[119].
- 27 декабря
  - Актриса Натали Портман возглавила список самых рентабельных голливудских звёзд[120].
  - Тверской суд Москвы отложил предварительное слушание по уголовному делу управляющего директора британского инвестфонда «Hermitage Capital Management» Уильяма Браудера и юриста Сергея Магнитского[121].
  - Президент Ирана Махмуд Ахмадинежад отправил в отставку министра здравоохранения Марзие Вахид Дастжерди[122].
- 28 декабря
  - «Украинский независимый совет еврейских женщин» послал запрос Президенту Украины В. Ф. Януковичу с просьбой вмешаться в разгоревшийся антисемитский скандал, принять меры и защитить их честь[123].
  - Премьер-министр Грузии Бидзина Иванишвили поддержал аресты высокопоставленных чиновников, соратников действующего президента страны[124].
  - В Санкт-Петербурге открыты две новые станции метро Международная и Бухарестская[125], а в Москве 188-я станция Пятницкое шоссе.
  - Президент Филиппин Бенигно Акино III подписал закон[англ.] о планировании семьи, по которому гарантирован всеобщий доступ к службам охраны репродуктивного здоровья и предусмотрена бесплатная раздача населению противозачаточных средств[126].
- 29 декабря
  - На Киевском шоссе недалеко от аэропорта «Внуково» при жёсткой посадке разбился самолёт Ту-204, 5 человек погибли[127][128].
  - Конституционный совет Франции объявил вне закона предложение правительства ввести в 2013 году налог в 75 % для наиболее богатых жителей страны[129].
  - Сирийская оппозиция отказалась от переговоров в Москве[130].
- 30 декабря
  - Десантный корабль Черноморского флота «Новочеркасск» направился в Сирию[131].
  - Спущен на воду атомный подводный крейсер «Владимир Мономах»[132].
- 31 декабря
  - Кубок Шпенглера 2012 года получила сборная Канады по хоккею с шайбой[133].
  - Мятежники отвергли вариант правительства народного единства, предложенный президентом Центральноафриканской республики Франсуа Бозизе[134].